# Telefónica Deutschland Holding

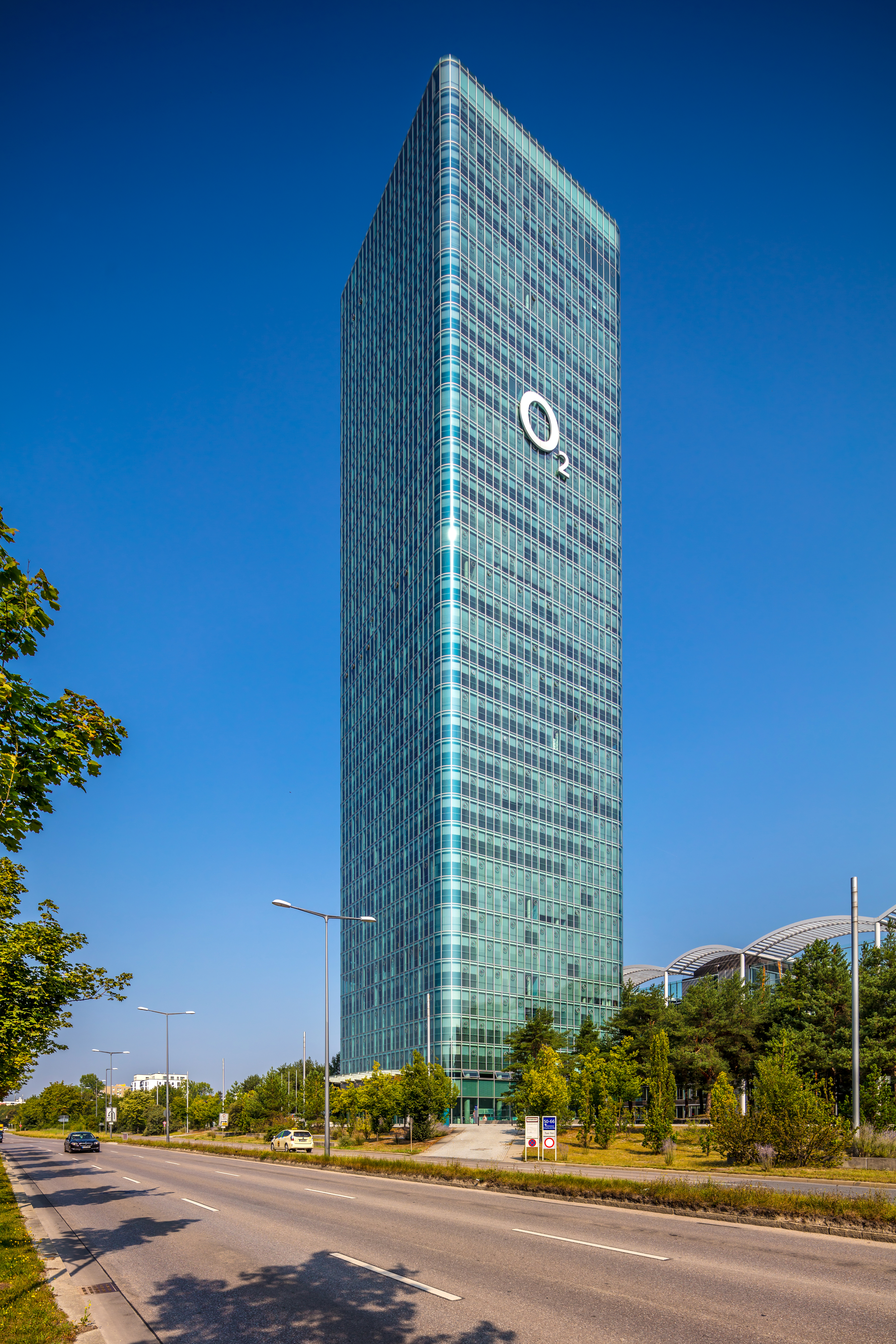
Sitz der Zentrale: Hochhaus Uptown München in München (2018)

Die Telefónica Deutschland Holding AG mit Sitz in München ist ein Telekommunikationsunternehmen von Telefónica. Es vertreibt vor allem unter der Kernmarke O2 Mobilfunk- und Festnetzanschlüsse. Die Unternehmensgruppe betreut über 45 Millionen Mobilfunk- sowie 2,4 Millionen Breitbandanschlüsse und ist zusammen mit Telekom Deutschland, Vodafone und 1&1 ein Mobilfunknetzbetreiber in Deutschland. 

## Geschichte

### Von der Gründung bis zum Börsengang
Das Unternehmen ging aus dem 1995 gegründeten Mobilfunkunternehmen VIAG Interkom hervor. Damals hielten VIAG und BT Group jeweils 45 Prozent der Unternehmensanteile, 10 Prozent lagen bei Telenor. Die Lizenz zum Aufbau eines GSM-Netzes erhielt das Unternehmen zwei Jahre später. Im August 2000 erwarb die Gesellschaft für 16,52 Mrd. DM eine von insgesamt sechs UMTS-Lizenzen. Im selben Jahr übernahm die BT Group die Anteile von Telenor und kündigte auch die Übernahme der Anteile an, die E.ON hielt, der Rechtsnachfolger von VIAG.
Die BT Group trennte 2001 den Mobilfunk vom übrigen Geschäft und nannte ihn mmO2. Daraufhin wurde im Jahr 2002 der Name VIAG Interkom zu O2 Germany angepasst.
2006 übernahm die spanische Telefongesellschaft Telefónica im Zuge ihrer Expansionsstrategie in Europa O2 mit deren Töchtern in Deutschland, Großbritannien und Irland für insgesamt 17,7 Mrd. Pfund Sterling. Auf der Internationalen Funkausstellung 2007 stellte O2 Germany seine Discountmarke Fonic vor. Ein Jahr später wurde aus O2 Germany die Telefónica O2 Germany.
2010 schloss das Unternehmen die ein Jahr zuvor bekanntgegebene Übernahme des Festnetz- und Internetanbieters HanseNet ab. Im selben Jahr ersteigerte das Unternehmen für 1,38 Mrd. Euro LTE-Frequenzen. Eine weitere Umfirmierung folgte am 1. April 2011. Das Unternehmen hieß nun Telefónica Deutschland.
Am 30. Oktober 2012 erfolgte der Börsengang von Telefónica Deutschland mit einem Ausgabepreis von 5,60 Euro. Der spanische Mutterkonzern veräußerte damit einen Minderheitsanteil (rund 23 Prozent) des Unternehmens. In diesem Zusammenhang entstand im September 2012 durch Rechtsformwechsel die Telefónica Deutschland Holding AG aus der Telefónica Germany Verwaltungs GmbH. Der Börsengang war der größte an der Frankfurter Börse seit 2007.

### Seit dem Börsengang
Im März 2013 wurde die Aktie von Telefónica Deutschland Holding AG in den TecDAX aufgenommen. Vier Monate später berichtete die Presse, dass das Unternehmen seinen Wettbewerber E-Plus übernehmen wolle. Durch diesen Zusammenschluss des viert- und drittgrößten Mobilfunkanbieters entstand der nach Anschlüssen größte Mobilfunkanbieter Deutschlands. Der anfängliche Widerstand von Carlos Slim, einem wichtigen Anteilseigener des niederländischen E-Plus-Mutterunternehmens KPN, war im August 2013 überwunden. Mitte 2014 stimmte die Europäische Kommission dem Verkauf unter Auflagen zu. Dazu zählten die Abtretung von 30 Prozent der Netzkapazitäten, eines Radiowellenspektrums und bestimmte Vermögenswerte. KPN erhielt für den Verkauf 8,6 Mrd. Euro, 5 Mrd. Euro davon in Geldmitteln. Im Februar 2019 forderte die EU-Kommission die Einhaltung aller Auflagen.
Bis zum Jahr 2014 gehörte das Unternehmen mitsamt seinen Unterorganisationen der Telefónica Europe, welche der Telefónica in Spanien unterstellt war. Durch eine interne Umstrukturierung wurden diese direkt der Telefónica zugehörig.
Nach Meinung von Experten stellte nach 2014 die physische Netzintegration eine erhebliche Herausforderung dar. Ende 2018 war diese abgeschlossen. Nach dem Zusammenschluss mit E-Plus stellte Telefónica Deutschland Mobilfunk-Marken auf den Prüfstand. Während die Discount-Marke Yourphone 2014 an Drillisch veräußert wurde, wurde Simyo als Marke aufgegeben, Blau übernahm bis Ende 2016 deren Kunden. Das Aus von E-Plus als Marke stand bereits seit 2015 fest. Base wurde im Frühjahr 2019 aufgegeben, Bestandskunden wurden ebenfalls zu Blau migriert.
Bei der Frequenzversteigerung von 2015 investierte Telefónica Deutschland 1,2 Mrd. Euro in weitere Mobilfunk-Frequenzen. 2015 verkaufte Telefónica Deutschland 7.700 Funkstandorte an die Telekom Deutschland. Im Jahr darauf veräußerte das Unternehmen weitere 2.350 Sendemasten an eine Holding der Gruppe und mietete sie anschließend.
Am 24. September 2018 wurde die Aktie des Unternehmens in den MDAX aufgenommen. Bei der 5G-Frequenzauktion erwarb das Unternehmen Mitte 2019 für einen Betrag von 1,42 Mrd. Euro neue Frequenzen.

## Gegenwart des Unternehmens

### Organisation
Die Telefónica Deutschland Holding gehört mehrheitlich der Telefónica Germany Holdings Limited (69 Prozent, Stand: 2019), welche zur Telefónica, S.A. Group zählt. Diese gehört – gemessen am Umsatz – zu den zehn größten Telekommunikationsunternehmen weltweit (Stand: 2019). Ihre Aktie zählt zum TecDAX und zum MDAX.
Die Telefónica Deutschland Holding ihrerseits ist die Muttergesellschaft der Telefónica Germany GmbH & Co. OHG. Unter dieser sind rund 15 Tochtergesellschaften angegliedert, beispielsweise die für die Callcenter.

### Geschäftsfelder
Das Unternehmen bietet Mobilfunk- und Festnetzdienste für seine Privat- und Geschäftskunden an. Das Unternehmen arbeitet überdies mit Handelspartnern, die Mobilfunk-Leistungen für eigene Kunden über Telefónica Deutschland abwickeln. Zu letzteren zählen beispielsweise Aldi Talk, NettoKom, Media Markt Super Select, Freenet DLS und 1&1.
Den größten Umsatz erwirtschaftet das Unternehmen mit Mobilfunkdiensten. Hierzu zählen Sprach- und Datendienste auf Prepaidbasis oder per Festvertrag (Postpaid). Relevant ist zudem der Verkauf von Mobiltelefonen, Tabletcomputern und Smartwatches. Zu den vertriebenen Zusatzprodukten zählen beispielsweise Versicherungen, Virenschutz-Applikationen oder Musik- und Videostreaming.
Das Unternehmen bietet außerdem DSL- und Festnetzdienste an. Hier agiert es in Partnerschaft mit Telekom Deutschland, was den Zugang zu deren Festnetzinfrastruktur sicherstellt. Auch mit weiteren Partnern bestehen Kooperationsvereinbarungen. Bis 2017 bot easybell über das Telefónica Netz DSL-Anschlüsse an. Die Kooperation wurde beendet, da Telefónica seine eigene Festnetz-Infrastruktur in Deutschland abgebaut hat. Stattdessen mietet Telefónica für das eigene VDSL- und Glasfaser-Angebot offiziell ab dem Frühjahr 2021 die Anschlüsse der Telekom Deutschland an.
Zwei 2018 noch junge Geschäftsbereiche des Unternehmens bestehen aus Leistungen im Bereich IoT sowie in der Analyse großer Datenmengen.

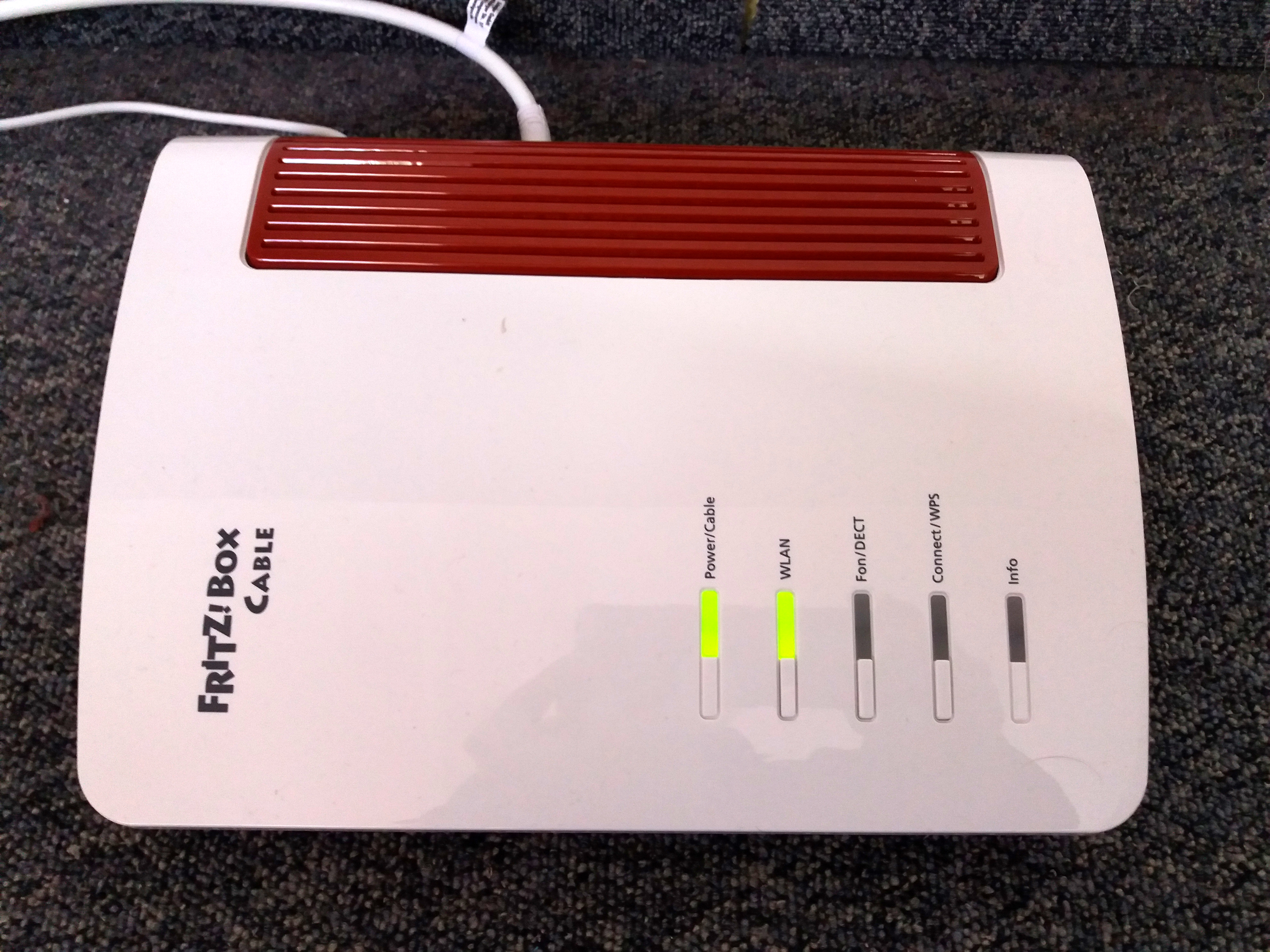
FB 6660 Telefonica (O2 Germany)

Im Juli 2016 offerierte Telefónica mit dem Partner Fidor Bank ihren Kunden mit O2 Banking das erste vollständig mobile Bankkonto in Deutschland. Später kam eine Online-Banking-Webseite hinzu. Im April 2020 wurde bekannt, dass das Angebot mit einem neuen Partner fortgeführt wird – der comdirect. Seit Ende Oktober 2020 boten beide Partner die Finanz-App O2 Money an. Sie kombinierte unter anderem die Funktionen Mobile Banking, Haushaltsbuch und Vertragsübersicht. Im Tausch gegen aggregierte Kontodaten konnte über ein Bonusprogramm das Guthaben eines verknüpften Girokontos verzinst werden. Um O2 Money zu nutzen, musste man kein O2-Kunde sein. Im April 2022 wurde O2 Banking endgültig eingestellt, Bestandskunden wurden von der comdirect übernommen.
Am 9. April 2019 kündigte Telefónica in Kooperation mit waipu.tv O2 TV an. O2 TV bietet dem Nutzer mehr als 100 Sender über eine TV-App auf dem Fernseher und über eine Smartphone App. Bis zu vier Programme können dabei gleichzeitig angeschaut und Sendungen bis zu 100 Stunden online aufgenommen werden. Telefónica hofft, sich damit eine Alternative zu Satelliten- und Kabelfernsehen zu schaffen.
Mit der Übernahme von Unitymedia musste sich der Kabelnetzbetreiber Vodafone zu einer Öffnung des Kabelfernsehnetzes verpflichten. O2 Germany wird ab 2021 neben DSL auch Produkte über das Kabelfernsehnetz anbieten. Hierbei bietet das Unternehmen eine Fritzbox 6660 Cable mit Geschwindigkeiten im Download bis zu 250 MBit/s und 25 Mbit/s im Upload an.

### Marken

Logo der Kernmarke

Logos von Zweitmarken

Kernmarke des Unternehmens ist O2. Seit 2002 werden mit dieser Marke Post- und Prepaid-Mobilfunkprodukte, mobile Datendienste und Internet-Produkte im Mobilfunk und im Festnetz vertrieben. Die Marke richtet sich an Privat- und Geschäftskunden.
Als Zweitmarken werden Blau, Ay Yildiz, Fonic und Ortel Mobile geführt.
Blau Mobilfunk wurde 2005 als eigenständige GmbH gegründet und 2008 vom E-Plus-Mutterkonzern KPN übernommen. Im Sommer 2015 wurde das bis dahin eigenständige Unternehmen auf die Telefónica Germany GmbH & Co. OHG verschmolzen, Blau blieb als Marke erhalten. Anfang August 2016 wurden Kunden der Marke simyo auf Blau übertragen, im Frühjahr 2019 Kunden der Marke Base.
Ay Yildiz ist ein 2005 von E-Plus gestarteter Mobilfunkdiscounter, der sich in Deutschland an Menschen mit türkischem Migrationshintergrund richtet. Seit der Übernahme von E-Plus zählt Ay Yildiz zur Markenfamilie von Telefónica Deutschland.
Ortel Mobile ist als Unternehmen 2005 in den Niederlanden gegründet worden, 2006 folgte die deutsche Tochtergesellschaft Ortel Mobile GmbH. Seither bietet Ortel Mobile Mobilfunkdienste an, insbesondere kostengünstige Auslandstarife. Zielgruppe sind vor allem Mitbürger mit Migrationshintergrund. Die KPN-Gruppe war seit März 2008 Mehrheitseigentümer von Ortel Mobile. Seit der Übernahme von E-Plus zählt Ortel Mobile ebenfalls zur Markenfamilie von Telefónica Deutschland.
Die Fonic GmbH wurde am 7. August 2007 gegründet. Im September 2007 startete O2 Germany mit dieser Tochtergesellschaft die erste eigene Discountmarke. Anfangs wurden die SIM-Karten ausschließlich bei Lidl und im Internet verkauft. Kurz darauf folgten weitere Supermarkt- und Drogerieketten. Die Fonic GmbH wurde im März 2016 mit der Telefónica Germany GmbH & Co. OHG verschmolzen, die Marken Fonic sowie Fonic Mobile weitergeführt.
Der werbefinanzierte Anbieter Netzclub wurde 2010 als Kooperation zwischen Telefónica Deutschland und der YOC AG gestartet. Kunden konnten ein begrenztes Datenvolumen kostenfrei nutzen und erhielten dafür im Gegenzug per SMS, MMS oder E-Mail Werbung von unterschiedlichen Marken und Herstellern. Die Marke wurde im Jahr 2025 eingestellt, Bestandskunden auf Fonic übertragen.
TürkeiSIM entstand aus dem im August 2011 operativ gestarteten Joint Venture zwischen Telefónica Deutschland und Türk Telekom und hieß Türk Telekom Mobile. Der Anbieter offerierte Prepaid-Tarife, mit denen man günstig zwischen Deutschland und der Türkei telefonieren konnte. Nach dem Ende der Zusammenarbeit wurden die Bestandskunden ab dem 1. Februar 2017 auf TürkeiSIM übertragen, die Marke war bis zur Einstellung im Jahr 2025 nur noch für Bestandskunden nutzbar.
Ende des Jahres 2021 wurde vom deutschen Ableger der Unternehmensgruppe Lebara ein vollständiger Wechsel von der Telekom Deutschland zur Telefónica bekannt gegeben, welcher im Sommer 2022 abgeschlossen wurde.

### Leitung und Personal

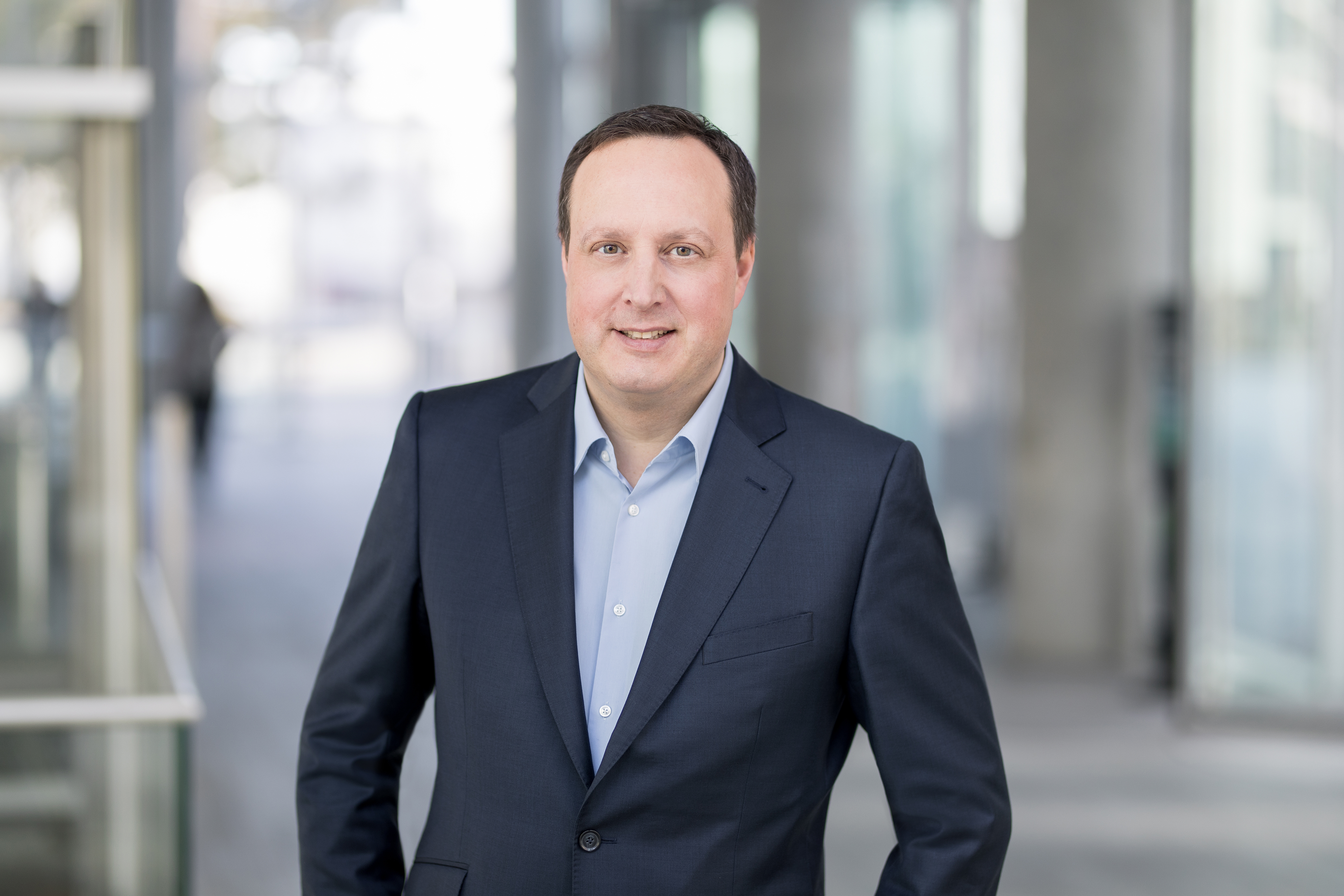
Markus Haas (2018)

Markus Haas ist seit dem 1. Januar 2017 Vorsitzender des Vorstands, der insgesamt aus vier Männern und zwei Frauen besteht (Stand: Oktober 2022). Vorsitzender des Aufsichtsrats ist Peter Löscher. Diesem Gremium gehören vier Frauen und zwölf Männer an (Stand: Februar 2022).
Zum Stichtag 31. Dezember 2018 waren 8.868 Mitarbeiter (2017: 9.281) in den Unternehmen der Telefónica Deutschland Group tätig. Die Fluktuationsrate lag bei 14,1 % (2017: 17,4 %).

### Standorte
Die Zentrale des Unternehmens befindet sich in München im Hochhaus Uptown München am Georg-Brauchle-Ring. Das 2004 eröffnete Gebäude des Architekten Christoph Ingenhoven ist das höchste in München. Weitere Standorte hat es in Bremen, Düsseldorf, Frankfurt am Main, Hamburg, Nürnberg, Potsdam, Rostock und Teltow.
Die Standorte Berlin und Essen wurden 2021 an das Unternehmen Transcom verkauft.

### Geschäftszahlen
2018 lag der Umsatz bei 7,3 Mrd. Euro. Der durchschnittliche Kundenumsatz (ARPU) lag 2018 bei 10,0 Euro im Monat. Das um Sondereffekte bereinigte operative Ergebnis belief sich auf 1,9 Mrd. Euro. Die Investitionsquote lag bei 13,2 Prozent.

### Aktie und Anteilseigner
Die Aktie des Unternehmens ist im Prime Standard der Deutschen Börse notiert. Sie zählt zum MDAX und zum TecDAX.
Die Aktionärsstruktur ist folgende:
| Anteil  | Anteilseigner                   |
| ------- | ------------------------------- |
| 69,20 % | Telefónica Germany Holding Ltd. |
| 3,18 %  | BlackRock                       |
| 3,00 %  | T. Rowe Price                   |
| 2,98 %  | Koninklijke KPN N.V.            |
| 21,64 % | Streubesitz                     |

Stand: November 2019

## Klagen und Kritik

### Kündigungen von Kunden mit unlimitierten Datenverträgen
Im Mai 2023 hat Telefónica Deutschland zahlreichen Kunden mit Flatrate-Tarifen per Brief die ordentliche Kündigung ausgesprochen. Die Kündigungen erfolgten ohne Nennung von Gründen und ohne Unterbreitung von Alternativangeboten. Das Fachportal teltarif.de berichtete, dass die betroffenen Kunden eine lebenslange Sperre bekamen und keine Flatrate-Tarife mehr bei Telefónica Deutschland abschließen dürfen.

### Streit um die Marke O2
O2 mahnte im März 2005 den Medizingeräte-Hersteller Weinmann ab, der ein Sauerstoffgerät zur Behandlung von Heimbeatmungspatienten mit dem Namen Venti-O2 bezeichnen wollte. Weinmann wehrte sich und machte geltend, dass die Nutzung des chemischen Zeichens für Sauerstoff nicht exklusiv gewerblich von einem Mobilfunkanbieter beansprucht werden kann. Es kam kurz darauf zu einer Einigung.

### Streit um Produktmarke „Loop“
Ein selbständiger Start-Up-Unternehmer hatte unter der von ihm beim Deutschen Patent- und Markenamt eingetragenen Marke „Loop Sessions“ im Januar 2005 begonnen, CD-ROMs und ein PDF-Magazin für Sound-Samples und Drum Loops zu vertreiben. O2 ließ ihn am 8. März 2005 unter Verweis auf die von ihr für Prepaid-Verträge verwendete Marke „Loop“ mit einem Streitwert von € 100.000 abmahnen und forderte ihn auf, die Marke zu übertragen und € 1.900 Abmahnkosten zu zahlen, € 400 davon würden ihm dann erlassen. Nachdem der Unternehmer in allen Punkten nachgegeben hatte, dadurch auch sein Geschäft aufgeben musste, verzichtete O2 auf die Zahlung der Kosten.

### Preiserhöhung für Sonderrufnummern
Ende 2006 änderte O2 den Gesprächspreis zu einigen Rufnummern. Durch diese Änderungen erhöhten sich zum Beispiel die Verbindungspreise zu Service-Diensten zeitweise um fast das Dreifache, ohne dass darüber vorab informiert wurde. O2 lehnte unter Berufung auf seine AGB außerordentliche Kündigungen ab. Verbraucherzentralen vertraten die Auffassung, dass es sich hier nicht um eine Nebenleistung handele, die Bezugnahme auf die AGB sei nicht relevant, das Telefonieren gehöre zu den Hauptleistungen eines Kommunikationsanbieters. Gerichte beurteilen den Fall unterschiedlich. Das Amtsgericht München bestätigte die Auffassung von O2 (AZ: 281 C 6003/07), das Amtsgericht Charlottenburg gab dem Kunden recht (AZ: 237 C 58/07).

### Limitierung von Calling-Cards und Sprach-Chats
Im März 2008 wurde bekannt, dass O2 – wie E-Plus und Vodafone auch – die Erreichbarkeit von Sprach-Chat-Lines sowie von Calling-Card-Anbietern (nur bei O2) erheblich einschränkte. Bei diesen Rufnummern handelte es sich um normale Festnetzrufnummern, die im Rahmen von Festnetz-Pauschaltarifen gratis angerufen werden konnten, auch bei hohem Gesprächsaufkommen. Die Limitierung erschwerte Kunden das Umgehen hoher Verbindungspreise für Sonderrufnummern oder Auslandstelefonate. Im September 2008 hob O2 die Limitierung zum Teil wieder auf.

### National Roaming
Im Zuge des eigenen Netzausbaus wurde das so genannte National Roaming im T-Mobile-Netz bis Ende 2009 abgeschaltet. In Einzelfällen geschah dies bereits, bevor O2 die Versorgung über das eigene Netz sicherstellen konnte. An bestimmten Standorten klagten Kunden über schlechteren Netzempfang, abbrechende Gespräche, undeutliche Sprachqualität und Funklöcher. O2 drängte dennoch auf die kundenseitige Vertragserfüllung bis zum Ende der Laufzeit, obwohl die Mobilfunknutzung am Kundenstandort nicht mehr befriedigend möglich war. Das Amtsgericht München verurteilte Telefónica im September 2007 dazu, einen betroffenen Kunden aus dem Vertrag zu entlassen.

### Intransparente Preispolitik
Die Verbraucherzentrale Nordrhein-Westfalen mahnte O2 und Fonic sowie einige Mitbewerber ab, da die Mobilfunkanbieter bei ihrer Werbung für Mobilfunkverträge inklusive Handy dem letztendlich für das Endgerät fälligen Betrag verschleiern würden. Die Firma warb mit einer niedrigen Anzahlung und versteckte die monatlich zu zahlende Raten über die Vertragslaufzeit im Kleingedruckten. Telefónica gab daraufhin 2012 eine Unterlassungserklärung ab.
Kunden, die den Alice/O2 Flatrate-Tarif talk4free europa & more gebucht haben, konnte durch eine Klausel in den AGB die Flatrate gekündigt werden, so dass innerhalb der Mindestlaufzeit Auslandsgespräche auf Basis einer Einzelabrechnung erfolgen. Die Verbraucherzentrale Hamburg verklagte Telefònica Germany. Das Landgericht Hamburg gab Verbrauchern und Verbraucherschützern Recht. Die Kündigung der Tarifoption störe das vertraglich festgelegte Gleichgewicht von Leistung und Gegenleistung.

### Kundenservice
Am 6. Dezember 2016 berichtete Marktcheck von Problemen bei der Erreichbarkeit des Kundenservices von Telefónica Germany wegen des Arbeitspensums nach dem Zusammenschluss mit E-Plus. Diese Probleme hatten sich nach Ansicht von Experten bis 2017 nicht gelegt. Connect testete die Hotline 2018 und bewertete sie dagegen mit „gut“.

### EU-Roaming
Nach dem Wegfall der Roaminggebühren in der Europäischen Union zum 15. Juni 2017 wurden nicht alle O2-Kunden automatisch auf diese Tarifierung umgestellt; jene mit einer alternativen Roamingoption mussten eine SMS an O2 schicken, um von der Roaming-Regulierung zu profitieren. Dies kritisierte der VZBV Anfang August 2017 als Verstoß gegen das Irreführungsverbot des  Gesetzes gegen den unlauteren Wettbewerb und leitete gerichtliche Schritte ein. Der Fall war seit 2019 vor dem Europäischen Gerichtshof anhängig und wurde am 3. September 2020 zugunsten des klagenden Verbraucherschutzverbandes entschieden.

### Mobilfunknetz-Qualität
Insbesondere in der Phase der Übernahme von E-Plus kritisierten unabhängige Tests mehrfach Mängel der Netzqualität. Chip Online bewertete das O2-Netz im Test 2018 mit der Note 2,2 (gut) und lobte den Fortschritt des Netzausbaus. Das Unternehmen blieb jedoch deutschlandweit auf dem dritten von drei Plätzen, da die Abdeckung schwächer als bei den Wettbewerbern sei. 2019 konnte O2 sein Urteil im Test von Connect verbessern, von „ausreichend“ auf „gut“. Computer Bild attestierte 2019 im Test die bundesweit beste Netzabdeckung innerhalb von Gebäuden. Im Gegensatz zum Land bietet in vielen deutschen Großstädten das Netz auch eine gute LTE-Abdeckung. Im Mobilfunk-Netztest 2020 des Fachmagazins connect bekommt das O2-Netz erstmals die Note „sehr gut“. Das Netz punktet im Test durch zuverlässige, leistungsstarke mobile Datenverbindungen, einer guten Gesprächsqualität und einer deutlich verbesserten Netzabdeckung. Demnach schließe der Anbieter zu Vodafone auf und rückt ebenso der Deutschen Telekom, die Gesamtsieger war, näher.

### Ausfälle im Internet
Am 21. Mai 2024 kam es bei mehreren Providern, darunter O2, zu massiven mehrstündigen Störungen bei der Interneteinwahl. Betroffen waren hauptsächlich Großstädte wie Berlin, München, Hamburg und Frankfurt (Main). Die technischen Ursachen hierfür lagen im Netz der Telekom, das für Dienste wie VDSL auch von Mitbewerbern wie O2 genutzt wird.

## Weiteres

### Clearingstelle Urheberrecht im Internet
Seit Februar 2021 ist Telefónica Germany GmbH & Co. OHG freiwillig Mitglied bei der Clearingstelle Urheberrecht im Internet, welche durch DNS-Sperren Websites im Internet blockiert, die Urheberrechtsverletzungen enthalten. Die Sperrungen erfolgen ohne behördliche oder richterliche Anordnung, was für weitreichende Kritik sorgt.

### Corporate Responsibility
Seit der Jahrtausendwende erstellt das Unternehmen einen jährlichen Corporate-Responsibility-Bericht. Für den Zeitraum 2016 bis 2020 gelten drei Handlungsschwerpunkte: „Verantwortlich wirtschaften“, „Leben in der digitalen Welt stärken“ und „Umwelt und Klima schützen“. Das Unternehmen arbeitet hier auch mit Nichtregierungsorganisationen zusammen, zum Beispiel mit der Deutschen Kinder- und Jugendstiftung, dem Naturschutzbund Deutschland, dem Bundesdeutschen Arbeitskreis für Umweltbewusstes Management, der Deutschen Umwelthilfe, Germanwatch oder dem Deutschen Kinderhilfswerk.

### Sponsoring
O2 sponserte 2006 das Formel-1-Team BMW Sauber F1 Team. Von 2004 bis 2007 unterstützte das Unternehmen den Mobile Movie Award finanziell. 2004 war O2 Sponsor des deutschen Kajak-Zweiers Tim Wieskötter/Ronald Rauhe. Von 2004 bis 2005 sponserte das Unternehmen ebenfalls die Schwimmerin Hannah Stockbauer. O2 war von 2005 bis 2009 offizieller Partner des Deutschen Ski-Verbands.
Am 10. September 2008 wurde die O2 World Berlin mit einem Fassungsvermögen von bis zu 17.000 Besuchern eröffnet. Sie ist Austragungsort zahlreicher Sport-, Musik- und Entertainment-Veranstaltungen. Sie entstand auf einer Fläche am Ostbahnhof Berlin. Im Sommer 2010 wurde aus der Hamburger Color Line Arena die O2 World Hamburg. Das Sponsoring der O2 World Berlin und der O2 World Hamburg endete am 30. Juni 2015, danach wurde die Berliner Halle in Mercedes-Benz Arena, das Hamburger Pendant in Barclaycard Arena umbenannt.
Bundesliga Pur – Lunchtime von Sport1 sendet aus dem 35. Stock der Münchner Zentrale von Telefónica Deutschland, O2 agiert hier seit 2019 als Sponsor für die Location, einen Nachrichtenticker und eine Sendungsrubrik. Auch bei dem Podcast Alle Wege führen nach Ruhm von Joko Winterscheidt und Paul Ripke tritt O2 als Sponsor auf.

### Auszeichnungen
Für seinen Geschäftsbericht 2018 gewann das Unternehmen den Red Dot Design Award.

## Tabelle der Mobilfunkfrequenzen
| Frequenzband | Technologie | Generation | Status        | Bandbreite | Anmerkung | Anmerkung |
| ------------ | ----------- | ---------- | ------------- | ---------- | --- | --- |
| 900 MHz      | GSM         | 2G         | In Betrieb    | 10/3,6 MHz | Basis-GSM-Netz; Bei LTE900 (Band 8) 3,6 MHz | Basis-GSM-Netz; Bei LTE900 (Band 8) 3,6 MHz                                                                                                |
| 1800 MHz     | DCS         | 2G         | In Betrieb    | 20/5 MHz   | ein modifizierter GSM-Mobilfunkstandard für das 1800-MHz-Frequenzband (E-Netz); Abbau durch Umwidmung auf LTE Band 3; 5 MHz Restbandbreite            | ein modifizierter GSM-Mobilfunkstandard für das 1800-MHz-Frequenzband (E-Netz); Abbau durch Umwidmung auf LTE Band 3; 5 MHz Restbandbreite |
| 2100 MHz     | UMTS        | 3G         | nicht genutzt | - MHz      | Abbau durch Umwidmung auf LTE Band 1, endgültige Abschaltung erfolgte am 30.12.2021.                                                                  | Abbau durch Umwidmung auf LTE Band 1, endgültige Abschaltung erfolgte am 30.12.2021.                                                       |
| 700 MHz      | LTE         | 4G         | In Betrieb    | 10 MHz     | Ehemalige DVB-T-Frequenz, bis zu 75 Mbit/s, wird vorrangig nun für 5G n28 eingesetzt                                                                  | Band 28 |
| 800 MHz      | LTE         | 4G         | In Betrieb    | 10 MHz     | Bis zu 75 MBit/s | Band 20 |
| 900 MHz      | LTE         | 4G         | In Betrieb    | 6,4 MHz    | Bis zu 60 MBit/s | Band 8 |
| 1800 MHz     | LTE         | 4G         | In Betrieb    | 15/20 MHz  | 15 MHz an DCS 1800-Standorten - bis zu 150 MBit/s sonst bis zu 200 Mbit/s an 20 MHz-Standorten; In Ballungszentren ausgebaut zur Kapazitätssteigerung | Band 3 |
| 2100 MHz     | LTE         | 4G         | In Betrieb    | 20 MHz     | Durch Umwidmung von UMTS, bis zu 200 Mbit/s | Band 1 |
| 2600 MHz     | LTE         | 4G         | In Betrieb    | 20 MHz     | Bis zu 200 MBit/s; In Ballungszentren ausgebaut zur Kapazitätssteigerung                                                                              | Band 7 |
| 700 MHz      | NR          | 5G-SA      | Im Ausbau     | 10 MHz     | Ehemalige DVB-T-Frequenz | Band n28 |
| 1800 MHz     | NR          | 5G-SA      | Im Ausbau     | 20 MHz     | DSS LTE / 5G | Band n3 |
| 3,6 GHz      | NR          | 5G-SA      | Im Ausbau     | 70 MHz TDD | 1 GBit/s theoretisch, tariflich gedeckelt auf max. 500 Mbit/s                                                                                         | Band n78 |